# Nannolaphria nigra
Nannolaphria nigra är en tvåvingeart som beskrevs av Jason Gilbert Hayden Londt 1977. Nannolaphria nigra ingår i släktet Nannolaphria och familjen rovflugor. Inga underarter finns listade i Catalogue of Life.